# Find a Grave
Find a Grave («Знайди могилу») — вебсайт та найбільша база відомостей про кладовища та могили відомих особистостей.
Сайт заснований у 1995 році мешканцем Солт-Лейк-Сіті Джимом Типтоном для вирішення проблеми відсутності будь-якої єдиної бази відомостей про місця поховання відомих особистостей. Після цього сайт почав швидко розвиватися і станом на січень 2020 року налічує 200 мільйонів записів.
Індивідуальні сторінки по кожну персону містять відомості про дату та місця народження та смерті, біографічні відомості, назву кладовища, де було здійснено поховання, номер дільниці де здійснено поховання та фото особистості та надгробку.